# 纽波特
纽波特市（英語：Newport）是英国威爾斯的第三大城，僅次於卡迪夫和斯旺西，位於威爾斯東南，靠近英格蘭，阿斯克河（Usk）流經城市的市中心。紐波特市区整體以低地為主，山脈較少，東面和南面主要都是沼澤地帶。M4高速公路穿越市區的北部。紐波特市以其橋樑與夜生活而聞名，同時也是南威爾斯大學紐波特分校所在。
纽波特著名的凯尔特莊園度假村是2010年萊德盃高尔夫球賽的主辦地。

## 友好城市
- 德国海登海姆 （1980年）
- 庫塔伊西 （1989年）

ategory:威爾斯沿海聚居地